# Piccolo tempio di Aton
Il Piccolo tempio di Aton è un tempio egizio dedicato al dio Aton, sito nella città abbandonata di Ahketaten (l'odierna Amarna, in Egitto). È uno dei due maggiori templi della città (l'altro è il Grande tempio di Aton). È situato non lontano dalla Casa del Re e dal Palazzo Reale, nella parte centrale della città.
Originariamente conosciuto come Casa di Aton, fu probabilmente edificato prima del Grande Tempio.